# Spencers Wood
Spencers Wood – wieś w Anglii, w hrabstwie ceremonialnym Berkshire, w dystrykcie (unitary authority) Wokingham. Leży 7 km na południe od centrum miasta Reading i 60 km na zachód od centrum Londynu. W 2001 miejscowość liczyła 3314 mieszkańców.